# N線
『N線』（エヌせん、英語: N ray）は、1903年にフランスの科学者ルネ・ブロンロにより報告された現象であるが、後にそれは錯誤によるもので実在しないことが明らかとなった。病的科学の一例として示されることが多い。

## N線の"発見"

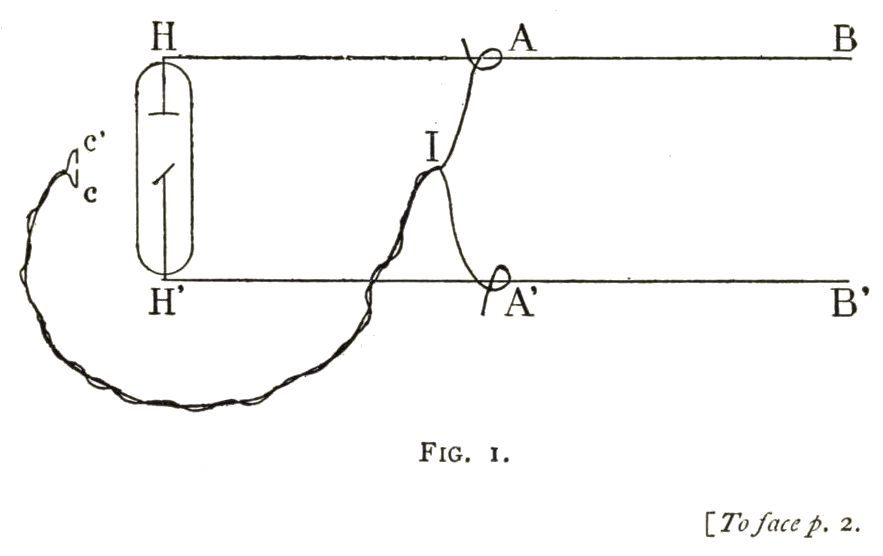
N線を"検出"した実験装置の図

1903年、ナンシー大学に籍を置く優秀な物理学者であったブロンロは、X線の偏光を観測するため放電管とスパーク・ギャップを並列につないだ装置で実験をしている最中に、スパーク・ギャップの電気火花の明るさが変化することに気がついた。彼はこれを新しい放射線によるものだと考え、スパーク・ギャップと写真乾板を組み合わせた実験装置を作って火花の変化を写真に記録し、この放射線をナンシー大学にあやかり「N線」と名付けた。
ブロンロが報告したこの現象は、オーギュスタン・シャルパンティエなど多くの科学者による追試でも確認され、多くの論文が発表された。また「N線」はX線源だけでなく、ガス・マントル、熱した鉄板や銀板、人体の神経組織、植物や発酵中の有機物など、多くの物質からも放出されることが"発見"された。なお、物理学者のギュスターヴ・ル・ボンやP・オドレー（P. Audollet）などがN線やその効果の発見の先取権を申し立てたが、いずれも退けられた。
ブロンロは1904年にフランス科学アカデミーから彼の研究全体を称えられ、ル・コント賞を授与された。N線は"発見"された1903年から1906年に至るまでの3年間に100人以上の科学者が300編もの論文で取り上げるほどになった。

## 追試の失敗とウッドによる暴露
フランス国内で大きな関心を呼んだN線は国際的にも注目されることとなり、多くの物理学者がこの効果の追試（再現実験）を行った。ところがフランス国内ではダルソンバール、マスカールなど多くの科学者が追試に成功していたものの、他国（英米独）ではごく少数の例を除いて追試に失敗した。レイリー、ランジュバン、ハインリヒ・ルーベンス、ドルーデらはN線の観測に失敗し、オットー・ルンマーらもN線に対して批判的な見解を示していた。
追試に失敗した物理学者の一人であるアメリカのロバート・ウッドは、詳細な調査のために自らフランスに赴いた。ナンシー大学のブロンロの実験室へ通されると、ブロンロが実験する際には常に実験室を暗くしていることにウッドは気がついた。ウッドは暗がりの中で実験者に悟られないように、波長を分けるためのプリズムをひそかに実験装置から取り外してみた。N線が実在するのであれば、装置からプリズムを外した状態ではN線を観測できなくなるはずだが、実験者たちはそれでもN線を"観測"したと答えた。次にウッドは、実験装置に細工をするような怪しい素振りをあえて周囲に見せつけておき、実際には装置に手を加えずにいた。N線が実在するのであれば、この場合にN線は観測されるはずだが、ウッドの怪しい素振りに惑わされた実験者たちはN線を"観測"できなくなったと答えた。
他にもウッドは、「N線の放出源と火花との間に手を差し入れる実験で、観測者に手を差し入れた瞬間を言い当ててもらう」「N線の放出源の前に金属のヤスリを置いて蛍光塗料のスクリーンに表れる干渉縞模様を観測する実験で、金属ヤスリを木片にこっそり交換する」などを行い、観測者がそれらを言い当てられずに失敗することを確認した。
ウッドはこうした視察結果をまとめて1904年9月29日版の『ネイチャー』誌に発表した（doi:10.1038/070530a0）。その中で、N線の存在を示すような観測結果は全く確認できず、N線を"観測"していた実験者たちも何かに騙されているのだとウッドは結論付けた。
ブロンロはその後、写真露出時間の自動設定・火花の安定化などの実験装置改良や観測手法に関する論文を発表して反論したが、他国だけでなくフランス国内でも批判が増加した。ブロンロは論文の出版を止め、1909年には教授職を引退したが、頑固にN線の研究を続けて観測結果をフランス科学アカデミーに送付し続けた。またナンシー大学の同僚にも、ブロンロが死去するまでN線の存在を支持し続けた者がいた。

## 背景
この出来事は科学者の間で、観察者バイアスによって間違いを犯す危険性についての教訓として用いられている。いかに訓練を積んだ観察者や実験者でも、自らの期待に沿うようなデータを無意識に選び出してしまう傾向があり、加えて電気火花の明るさのように主観的な要素が加わりやすい評価方法では、（たとえそれが数値的に計測できたとしても）観察者や実験者の主観の影響を排除するのが困難になる。
N線の"発見"を生んだもう一つの原因として、1900年代初頭のフランスを席巻していたナショナリズム、特にドイツへの対抗心の存在が指摘されている。普仏戦争（1870-1871年）での敗戦とフランス科学界の国際的な地位の低下から、ドイツへ対抗しようとする社会的圧力があり、N線の"発見"に先立つ1895年にドイツの物理学者レントゲンがX線を発見したことが、ウッドによるレポートの公表後もN線がフランス国内で支持され続ける原因となったという指摘もある。フランス科学アカデミーがル・コント賞を（前年にノーベル物理学賞を受賞したピエール・キュリーを差し置いて）ブロンロに授賞した際にも、賞の選考にあたったアンリ・ポアンカレらの後押しがあったとも言われている。
病的科学を定義したアーヴィング・ラングミュアは、その具体例としてN線を挙げている。